# Удендорп, Франц ван
Франц ван Удендорп (нидерл. Franz van Oudendorp; 31 июля 1696, Лейден — 14 февраля 1761, там же) — голландский филолог, педагог, профессор, ректор Лейденского университета.

## Биография
С 1708 года изучал философию в Лейденском университете. Затем, работал учителем в городской школе Лейдена. В 1724 году стал ректором латинской школы в Неймегене. С 1726 года руководил латинской школы в Гарлеме.
В 1740 году был назначен профессором истории и риторики Лейденского университета. Затем ректором (1751–1752).
Добился большой известности, опубликовав сочинения большого количества латинских писателей.
Весьма ценны его снабженные обширными примечаниями издания Юлия Обсеквента (Лейден, 1720), Лукана (Лейден, 1728), Фронтина (Лейден, 1731, 2 изд. 1779), особенно Цезаря (Лейден, 1737, и Штутгарт, 1822), Светония (Лейден, 1751) и Апулея (1786—1823).
Другие его труды: «De veterum inscriptionumsuu» (Лейден, 1745) и примечания к «Eclogae vocum atticarum» Томаса Магистра (1757).